# Graeme Obree
Douglas Graeme Obree (Nuneaton, 11 de setembro de 1965) é um desportista britânico que competiu no ciclismo na modalidade de pista, especialista na prova de perseguição individual. Bateu duas vezes o recorde da hora mundial, em julho de 1993 e em abril de 1995.
Ganhou duas medalhas de ouro no Campeonato Mundial de Ciclismo em Pista entre os anos 1993 e 1995.
Obree foi incluído no Salão da Fama do Desporto da Escócia em março de 2010.

## Medalheiro internacional
| Campeonato Mundial | Campeonato Mundial | Campeonato Mundial | Campeonato Mundial     |
| Ano                | Lugar              | Medalha            | Competição             |
| ------------------ | ------------------ | ------------------ | ---------------------- |
| 1993               | Hamar ( Noruega)   | Medalha de ouro    | Perseguição individual |
| 1995               | Bogotá ( Colômbia) | Medalha de ouro    | Perseguição individual |

## Palmarés

### Pista
- 1993
- Campeonato Mundial Perseguição
- Recorde da hora (51.596 km)
- 1994
- Recorde da hora (52.713 km)
- 1995
- Campeonato Mundial Perseguição
- 1997
- Campeonato do Reino Unido Contrarrelógio

### Estrada
- 1997
- Campeonato do Reino Unido Contrarrelógio